# Římskokatolická farnost Boleradice
Římskokatolická farnost Boleradice je územním společenstvím římských katolíků v rámci hustopečského děkanství brněnské diecéze.

## Historie farnosti
O farním kostele je první písemná zmínka z roku 1287. Fara má stejné stáří jak kostel, protože od prvé zmínky byl kostelem farním. Dnešní dispozici získal v 16. století. V letech 1622 až 1773 farnost spravoval řád jezuitů. Po zrušení řádu přešel kostel pod správu Náboženského fondu a později patronát převzalo divácké panství. V roce 1847 byl kostel nákladem patrona zrestaurován, čímž se setřela jeho pozdně renesanční podoba. 

## Duchovní správci
Od 1. září 2008 do 17. 10. 2021 zde byl farářem R. D. Rudolf Zbožínek. Od 18. 10. 2021 je administrátorem farnosti R. D. Mgr. Vít Fatěna.

## Bohoslužby
| Kostel            | Místo      | Bohoslužba (den) | Hodina | Poznámka     |
| ----------------- | ---------- | ---------------- | ------ | ------------ |
| sv. Jana Křtitele | Boleradice | neděle           | 9.30   | farní kostel |

## Aktivity farnosti
Dnem vzájemných modliteb farností za bohoslovce a bohoslovců za farnosti brněnské diecéze je 16. leden. Adorační den připadá na 8. dubna.
Ve farnosti se pravidelně pořádá tříkrálová sbírka. V roce 2015 se při ní vybralo 25 410 korun, o rok později 28 254 korun. V roce 2017 činil její výtěžek 27 668 korun